# Côte d'Ivoire Open
Il Côte d'Ivoire Open è un torneo professionistico maschile di tennis giocato sul cemento del Le Central Tennis Club di Abidjan, in Costa d'Avorio, Il torneo fa parte della categoria Challenger 50 nell'ambito dell'ATP Challenger Tour. Nell'anno inaugurale, 2025, sono stati tenuti due tornei una settimana dopo l'altra.

## Albo d'oro

### Singolare
| Anno     | Campione          | Finalista         | Punteggio        |
| -------- | ----------------- | ----------------- | ---------------- |
| 2025 (2) | Eliakim Coulibaly | Aziz Dougaz       | 6(3)–7, 6–4, 6–4 |
| 2025     | Maximus Jones     | Ričardas Berankis | 6–3, 4–6, 6–4    |

### Doppio
| Anno     | Campioni                       | Finalisti                         | Punteggio   |
| -------- | ------------------------------ | --------------------------------- | ----------- |
| 2025 (2) | Constantin Bittoun Aziz Ouakaa | Aleksandre Bakshi S D Prajwal Dev | 7–6(5), 7–5 |
| 2025     | Matt Hulme Thijmen Loof        | Clément Chidekh Jody Maginley     | 7–6(3), 6–4 |